# Hada vulpecula
Hada vulpecula är en fjärilsart som beskrevs av Brandt 1938. Hada vulpecula ingår i släktet Hada och familjen nattflyn. Inga underarter finns listade i Catalogue of Life.